# Philip St. George Cocke

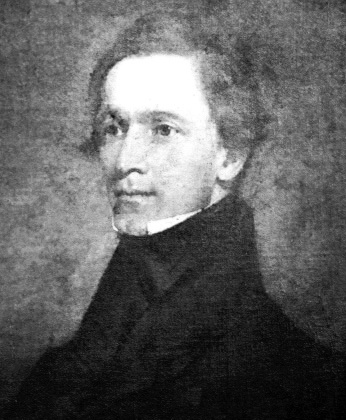
Philip St. George Cocke

Philip St. George Cocke (* 17. April 1809 im Fluvanna County, Virginia; † 26. Dezember 1861 im Powhatan County, Virginia) war Brigadegeneral des konföderierten Heeres im Sezessionskrieg.

## Leben
Cocke schloss die US-Militärakademie in West Point, New York 1832 als sechster seines Jahrgangs ab und wurde danach als Leutnant zum 2. US-Artillerie-Regiment des US-Heeres versetzt. Nach weniger als zwei Jahren nahm er seinen Abschied, um die Verwaltung seiner umfangreichen Plantagen in Virginia und Mississippi zu übernehmen. Durch die Einführung fortschrittlicher Anbaumethoden gelangte Cocke zu einiger Berühmtheit, die in der Ernennung zum Präsidenten der Virginia Agricultural Society gipfelten. Daneben war er neun Jahre im Direktorium des VMIs tätig.
Nach der Sezession Virginias aus der Union wurde Cocke am 21. April 1861 zum Brigadegeneral der virginischen Miliz befördert und am 24. April zum Kommandeur des Verteidigungsbezirks Alexandria ernannt. Im konföderierten Heer wurde er Kommandeur des 19. Virginia-Infanterieregiments und als Oberst übernommen,  während er gleichzeitig als Brigadegeneral in das virginische Heer übernommen wurde.
Unter General P.G.T. Beauregard führte er die 5. Brigade der konföderierten Potomac-Armee während der Ersten Schlacht von Manassas. Am 21. Oktober 1861 wurde Cocke zum Brigadegeneral  befördert und führte die 3. Brigade der Armee.
Nie von seinem Kommando entbunden nahm er sich nach acht Monaten Felddienst vermutlich wegen seiner angeschlagenen Gesundheit auf seiner Plantage am 26. Dezember 1861 das Leben. Zunächst auf seinem Besitz beerdigt, wurde Cocke 1904 auf den Hollywood Cemetery in Richmond, Virginia umgebettet.